# Байев, Ибрагим Матаевич
Ибраги́м Мата́евич Байев (Баиев; 1898—1944) — советский колхозник-коневод, депутат Верховного Совета СССР 1-го созыва. Кавалер ордена Ленина (1936). Участник Великой Отечественной войны.

## Биография
Родился в 1898 году в ауле Карт-Джурт Баталпашинского отдела (сейчас в Карачаевском районе Карачаево-Черкесии) Кубанской область, Российской империи. Работая табунщиком в колхозе имени Сталина Малокарачаевского района Карачаевской автономной области), 22 февраля 
1936 года за «выдающиеся заслуги в области живодноводства» был награждён орденом Ленина. Вступил в ВКП(б).
30 октября 1937 года колхозниками колхозом им. Кирова, им.Калинина и деревни Хасаут-Греческое был выдвинут кандидатом в депутаты Верховного Совета СССР 1 созыва. Был избран 12 декабря 1937 года в Совет Национальностей от Микоян-Шахарского избирательного округа Карачаевской автономной области.
В Красной Армии с 1942 года. Участвовал в боях за освобождение Крыма, командуя стрелковым взводом 324-го стрелкового полка 77-й стрелковой диивизии в звании старшего лейтенанта. Погиб в бою 23 апреля 1944 года. 4 мая 1944 года награждён орденом Великой Отечественной войны II степени (посмертно).
Похоронен в с. Шули Куйбышевского района (сейчас с. Терновка в Балаклавском районе города Севастополя).

## Память
В 2015 году в с. Терезе открыт мемориальный комплекс участникам Великой Отечественной войны. В граните запечатлено имя:
- Баиев Ибрагим Матаевич, кавалер ордена Ленина. Старший лейтенант, освобождал Крым от фашистов. Погиб в 1944 году. Награждён посмертно орденом Отечественной войны 2 степени[4].